# ريتشارد ستيرلينغ
ريتشارد ستيرلينغ (بالإنجليزية: Richard Sterling)‏ هو صحفي أمريكي، ولد في 3 أبريل 1952.